# Pont du Gard
Pont du Gard (fr.: broen over Gard) er en kombineret akvædukt og bro i den sydlige del af Frankrig. Den er bygget af romerne og formodentlig færdigbygget omkring 18 f.Kr.
Broen ligger ikke langt fra Remoulins i departementet Gard, som er opkaldt efter netop floden Gard. Det er dog bifloden Gardon, som broen krydser. Broen ses i øvrigt på 5-Euro sedlerne.
Broen blev klassificeret som Monument historique i 1840 og som verdensarv i 1985.

## Opbygning
Broen er bygget i tre plan med en højde på i alt 49 meter hvor det længste plan spænder over 275 meter:
- Nederste plan: 6 buer, 142 meter lang, 6 meter tyk, 22 meter høj
- Midterste plan: 11 buer, 242 meter lang, 4 meter tyk, 20 meter høj
- Øverste plan: 35 buer, 275 meter lang, 3 meter tyk, 7 meter høj

Det nederste plan har tidligere fungeret som en vej, men er i dag lukket for køretøjer. Det øverste plan har en indbygget vandkanal, som er 1,8 meter dyb og 1,2 m bred med et fald på 2 ‰.
Broen var en del af en 50 km lang akvædukt, som blev forsynet med vand fra en kilde tæt på Uzès til brug i den romerske by Nemausus (i dag Nîmes). Dagligt blev der transporteret ca. 20.000 m³ vand. Over denne strækning er der et fald på i alt ca. 17 meter – modsvarende ca. 0,34 ‰.
Stenene, som er anvendt til byggeriet, vejer op til 6 tons og holdes sammen uden brug af mørtel, men i stedet af jernklamper. Det antages, at byggeriet blev ledet af Marcus Vipsanius Agrippa.

## Verdensarv
Pont du Gard blev optaget på UNESCOs lister over verdensarven i 1985, med kriterierne (i), (iii) og (iv), hvor (i) betegner at broen  repræsenterer et mesterværk af menneskelig kreativ genialitet.